# Dactylorhiza lehmannii
Dactylorhiza lehmannii là một loài thực vật có hoa trong họ Lan. Loài này được (Klinge) Soó mô tả khoa học đầu tiên năm 1962.